# Sweetheart Video
Sweetheart Video es un estudio de cine pornográfico canadiense creado en 2008 por Jonathan Blitt y Nica Noelle, cuyas películas están especializadas en la temática lésbica. Hasta 2011, Nica Noelle era la principal encargada de realizar los guiones y dirigir las películas del estudio. A partir de ese año, dejó el estudio para ponerse al frente de la matriz de Sweetheart Video, Mile High.
Posterior a su salida, la mayoría de las películas han sido escritas por actores y actrices y directoras especializadas en la temática, de las que han destacado James Avalon, Melissa Monet, Ricky Greenwood y, especialmente, Dana Vespoli, quien tiene un contrato de exclusividad con el estudio.

## Actrices y películas
Especializada en temáticas relacionadas con el sexo lésbico, junto a la estadounidense Girlfriends Films, los estudios de Sweetheart Video han rodado hasta la actualidad más de 250 películas. Además de las películas independientes, muchas de las mismas forman parte de seriales como Girls Kissing Girls, Legends and Starlets, Lesbian Adventures, Lesbian Analingus, Lesbian Babysitters, Lesbian Beauties, Lesbian Stepmother o
Mother Lovers Society, entre otras.
Algunas películas (seriales o independientes) destacables de la filmografía son A Mother's Secret, Becoming Elsa, Coven Wives, Elexis Unleashed 2, Girls Kissing Girls 16, Jessie Loves Girls, Lefty, Lesbian Anal, Lesbian Confessions, Lesbian Truth Or Dare, Mia Loves Girls, My Lesbian Mentor, Prison Lesbians, Rivals, Sapphic Lolita, Shades Of Pink, Sinn Sage Loves Girls, Squirting Lesbians o The Candidate entre otras muchas.

### Actrices
Algunas de las actrices que trabajan (o han trabajado) para Sweetheart Video son:
- Aaliyah Love
- Abella Danger
- Abigail Mac
- Adriana Chechik
- Aiden Ashley
- Aiden Starr
- Aidra Fox
- Alexis Texas
- Allie Haze
- Alyssa Reece
- Amarna Miller
- Ana Foxxx
- Andy San Dimas
- Angela White
- Anikka Albrite
- Ann Marie Rios
- Annie Cruz
- April Flores
- April O'Neil
- Ariel X
- Asa Akira
- Ash Hollywood
- Ashli Orion
- Aubrey Addams
- August Ames
- Ava Addams
- Avy Scott
- Bobbi Starr
- Bonnie Rotten
- Brandi Love
- Bree Daniels
- Brett Rossi
- Brooklyn Lee
- Carter Cruise
- Casey Calvert
- Cassidy Klein
- Celeste Star
- Chanel Preston
- Charlotte Cross
- Charlotte Stokely
- Chastity Lynn
- Cherie DeVille
- Dana Vespoli
- Dani Daniels
- Dani Jensen
- Darcie Dolce
- Darla Crane
- Deauxma
- Debi Diamond
- Dillion Harper
- Elena Koshka
- Elexis Monroe
- Eliza Jane
- Ella Knox
- Elsa Jean
- Gabriella Paltrova
- Georgia Jones
- Gia Paige
- Ginger Lynn
- Gracie Glam
- Holly Wellin
- Inari Vachs
- India Summer
- Ivy Wolfe
- Jaclyn Taylor
- Jada Fire
- Jada Stevens
- Jasmine Jae
- Jayden Cole
- Jelena Jensen
- Jenna Sativa
- Jennifer White
- Jessa Rhodes
- Jessica Bangkok
- Jessie Andrews
- Julia Ann
- Karlee Grey
- Karlie Montana
- Kayden Kross
- Kendra Lust
- Kimberly Kane
- Kirsten Price
- Kristina Rose
- Kylie Ireland
- Lauren Phillips
- Lea Lexis
- Leigh Raven
- Lexi Belle
- Lexi Swallow
- Lily Carter
- Lily LaBeau
- Lisa Ann
- London Keyes
- Luna Star
- Madison Young
- Magdalene St. Michaels
- Marica Hase
- Melissa Moore
- Mercedes Carrera
- Mia Malkova
- Mia Presley
- Mika Tan
- Mindi Mink
- Misty Rain
- Misty Stone
- Natasha Nice
- Nicki Hunter
- Nina Elle
- Nina Hartley
- Nyomi Banxxx
- Penny Pax
- Phoenix Marie
- Presley Hart
- Puma Swede
- Rachael Madori
- Raven Rockette
- Raylene
- Rayveness
- Remy LaCroix
- Riley Reid
- Ryan Keely
- Samantha Ryan
- Sara Luvv
- Sarah Shevon
- Sarah Vandella
- Satine Phoenix
- Shayla LaVeaux
- Shyla Jennings
- Sinn Sage
- Skin Diamond
- Stella Cox
- Stephanie Swift
- Syren De Mer
- Tanner Mayes
- Tanya Tate
- Tara Lynn Foxx
- Taylor Vixen
- Teri Weigel
- Valentina Nappi
- Veronica Avluv
- Vicki Chase
- Whitney Westgate
- Zoe Britton
- Zoe Voss
- Zoey Holloway